# Campanula troegerae
Campanula troegerae är en klockväxtart som beskrevs av Jürgen Damboldt. Campanula troegerae ingår i släktet blåklockor, och familjen klockväxter. Inga underarter finns listade i Catalogue of Life.

## Bildgalleri

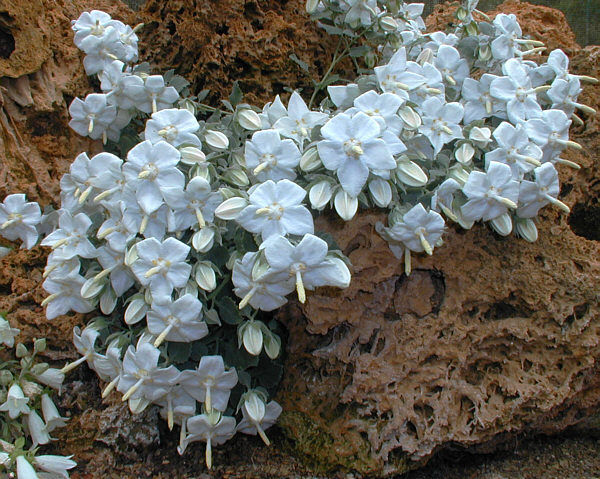
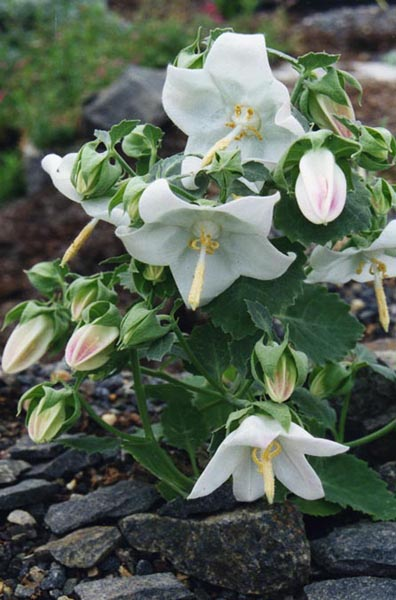